# Frontière entre la Bosnie-Herzégovine et la Croatie

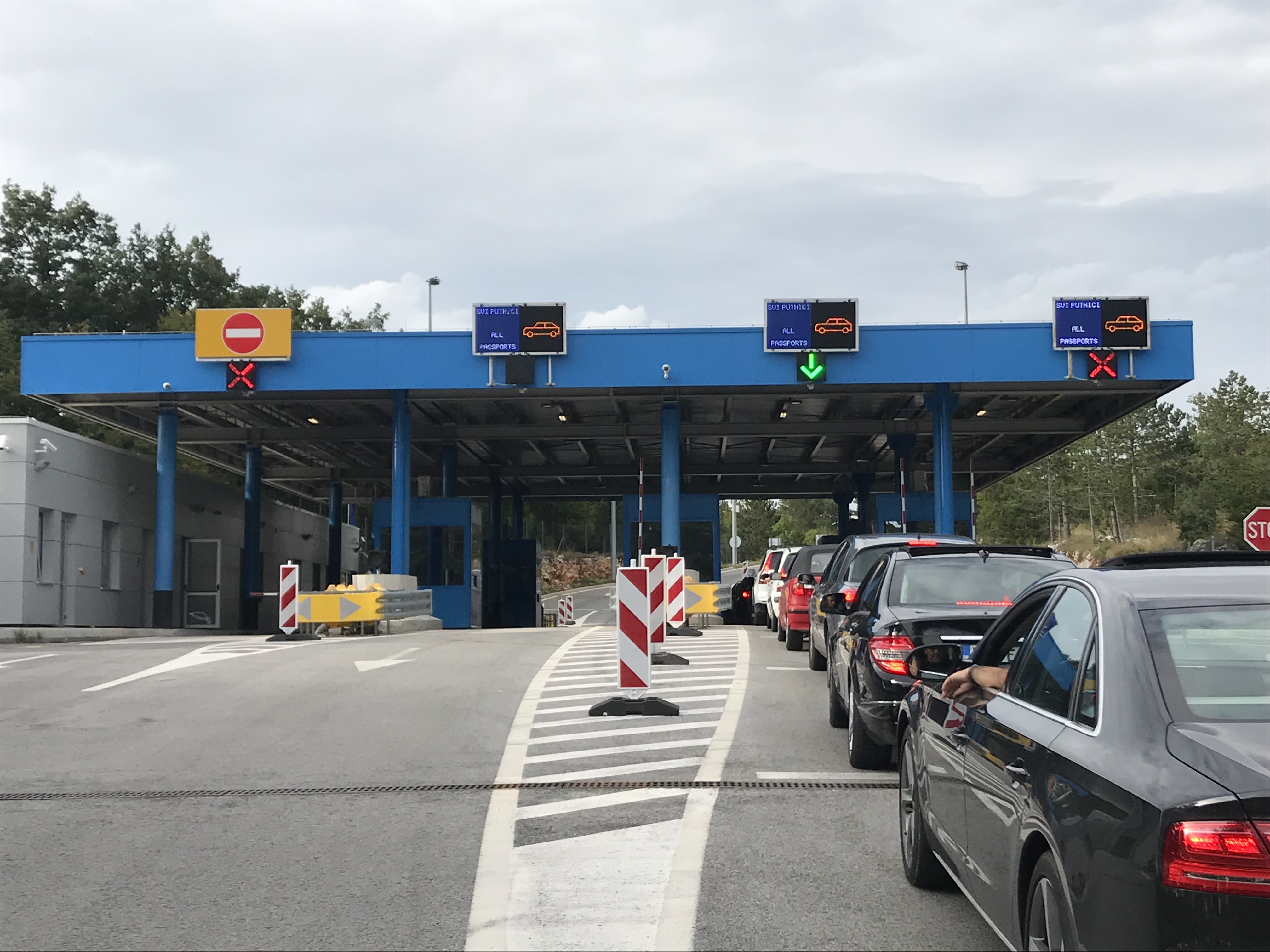
Le poste-frontière d'.

La frontière entre la Bosnie-Herzégovine et la Croatie est la frontière séparant la Bosnie-Herzégovine et la Croatie. Depuis le 1er juillet 2013 et l'adhésion de la Croatie à l'Union européenne, elle constitue une frontière extérieure de l'Union européenne.

## Tracé
Le tracé est divisé en deux sections. La première s'étend sur plus de 830 km et longe huit comitats croates. La partie nord de cette section suit la rivière Save et la partie sud, appelée « ligne Mocenigo », longe les reliefs des alpes dinariques. Son tracé commence au tripoint entre les deux États et la Serbie sur la Save près de Vršani. Il correspond au talweg de la Save jusqu'à Jasenovac en amont, puis continue le long de l'Una jusqu'à Novi Grad, où il abandonne le cours de la rivière pour le reprendre près de Bihać. Après la ville de Martin Brod, il continue vers le sud-est, dans une direction presque parallèle à la mer Adriatique, s'approchant de la mer entre Klek et Neum.
La deuxième partie, au sud de Neum, suit une ligne presque parallèle à la côte adriatique pendant environ 100 km. Tout le long, le comitat de Dubrovnik-Neretva sépare la Bosnie de la mer. La frontière se termine au tripoint avec le Monténégro.

## Histoire
La frontière existe depuis l'époque de la république de Venise qui, en 1699, sous la paix de Karlowitz, étend ses possessions en Dalmatie au détriment de l'Empire ottoman. Cela dure jusqu'en 1797, quand Venise est annexée à l'empire autrichien. Entre 1809 et 1813, les terres vénitiennes sont sous domination du Premier Empire. Elles font ensuite partie des provinces illyriennes avant de revenir sous domination autrichienne. Pendant l'Autriche-Hongrie, la partie hongroise du royaume de Croatie-Slavonie et la Dalmatie bordent la Bosnie ottomane. Après la nouvelle annexion de la Bosnie-Herzégovine par l'Autriche, le profil actuel de la frontière est établi, subissant toutefois quelques modifications pendant l'entre-deux-guerres. Entre 1946 et 1991, il ne s'agit que d'une frontière intérieure à la Yougoslavie. Depuis la dislocation de la Yougoslavie en 1991, il s'agit à nouveau d'une frontière entre deux États indépendants. La frontière a été confirmée en 1995 avec les accords de Dayton.
Depuis le 1er juillet 2013 et l'adhésion de la Croatie à l'Union européenne, elle constitue une frontière extérieure de l'Union européenne.